# 마토부 세이
마토부 세이(真飛 聖, まとぶ せい, 1976년 10월 13일 ~ ) 은 다카라즈카 가극단 하나구미 주연 남자역 출신 일본의 배우이다. 가나가와현 가와사키시 출신으로, 애칭은 '유'이다.
하급생적에는 「운타」라고 불렸던 적도 있다. 공칭 신장 169cm, 혈액형 B형.

## 약력
- 유년 시절부터 발레를 배웠다.
- 다카라즈카와의 만남은 중학교 3학년의 여름방학의 시업식 날. 친구의 강한 권유로 다카라즈카 가극단의 기간지 「가극」을 눈에 두었던 것이었다.

「다카라즈카 무대는 본 적 없었지만, 호시구미의 휴우가 카오루, 시온 유우, 아사지 사키가 검은 정작을 입고, 다카라즈카 대극장의 붉은 융단 뒤에 서 있던 그라비아를 봤던 순간, 번쩍하고 여기에 들어가자, 라고 생각했다」는 것이 지망동기.

## 출연

### 드라마
- 2012년 《37세에 의사가 된 나》
- 2012년 《파트너 시즌 11》- 우스이 에츠코 역
- 2013년 《파트너 시즌 12》- 우스이 에츠코 역
- 2014년 《파트너 시즌 13》- 우스이 에츠코 역

### 영화
- 2019년 《사랑 없는 숲》